# La Ségalassière
La Ségalassière település Franciaországban, Cantal megyében. Lakosainak száma 123 fő (2022. január 1.). La Ségalassière Glénat, Roumégoux és Le Rouget-Pers községekkel határos.

## Népesség
A település népességének változása:
| Lakosok száma | 144  | 105  | 98   | 113  | 123  | 122  | 125  | 127  | 129  | 123  |
|               | 1968 | 1982 | 1999 | 2006 | 2011 | 2015 | 2017 | 2018 | 2020 | 2022 |